# 施图克别墅
施图克别墅博物馆（德語：Museum Villa Stuck）是德国慕尼黑海德豪森区（历史上曾归博根豪森管辖）的一个艺术博物馆。

## 历史
别墅位于伊萨尔河畔，是画家弗朗茨·冯·施图克的故居，由他在1897年和1898年亲手设计并建造。1992年成为慕尼黑市级博物馆。
别墅外观为新古典主义风格建筑，与外部形成鲜明对比的是，室内为新艺术装饰风格。别墅后还有一个“艺术家花园”，是典型的意大利风格后花园。
博物馆还定期举办临时艺术展。

## 图集

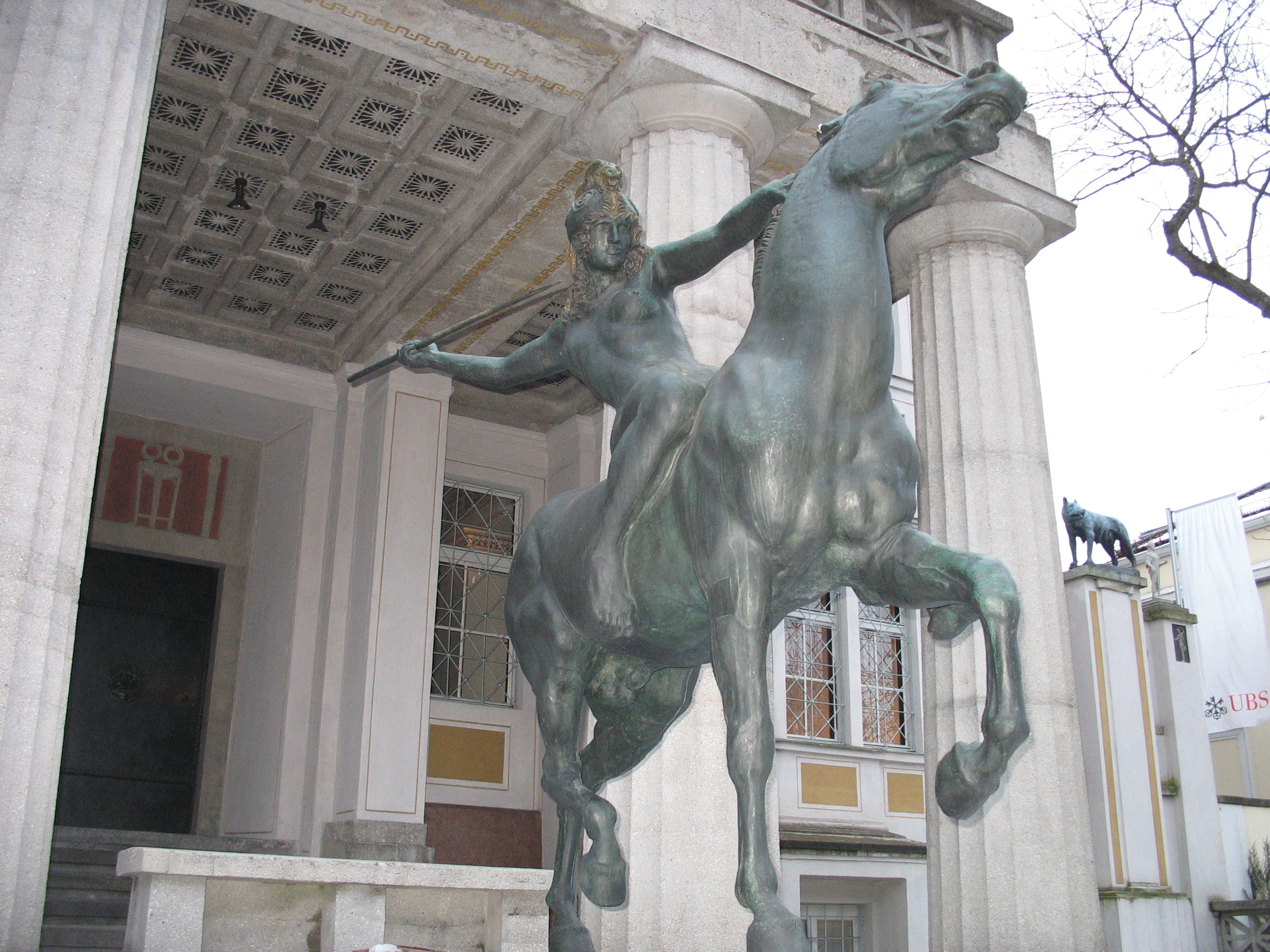
门口的亞馬遜人雕像
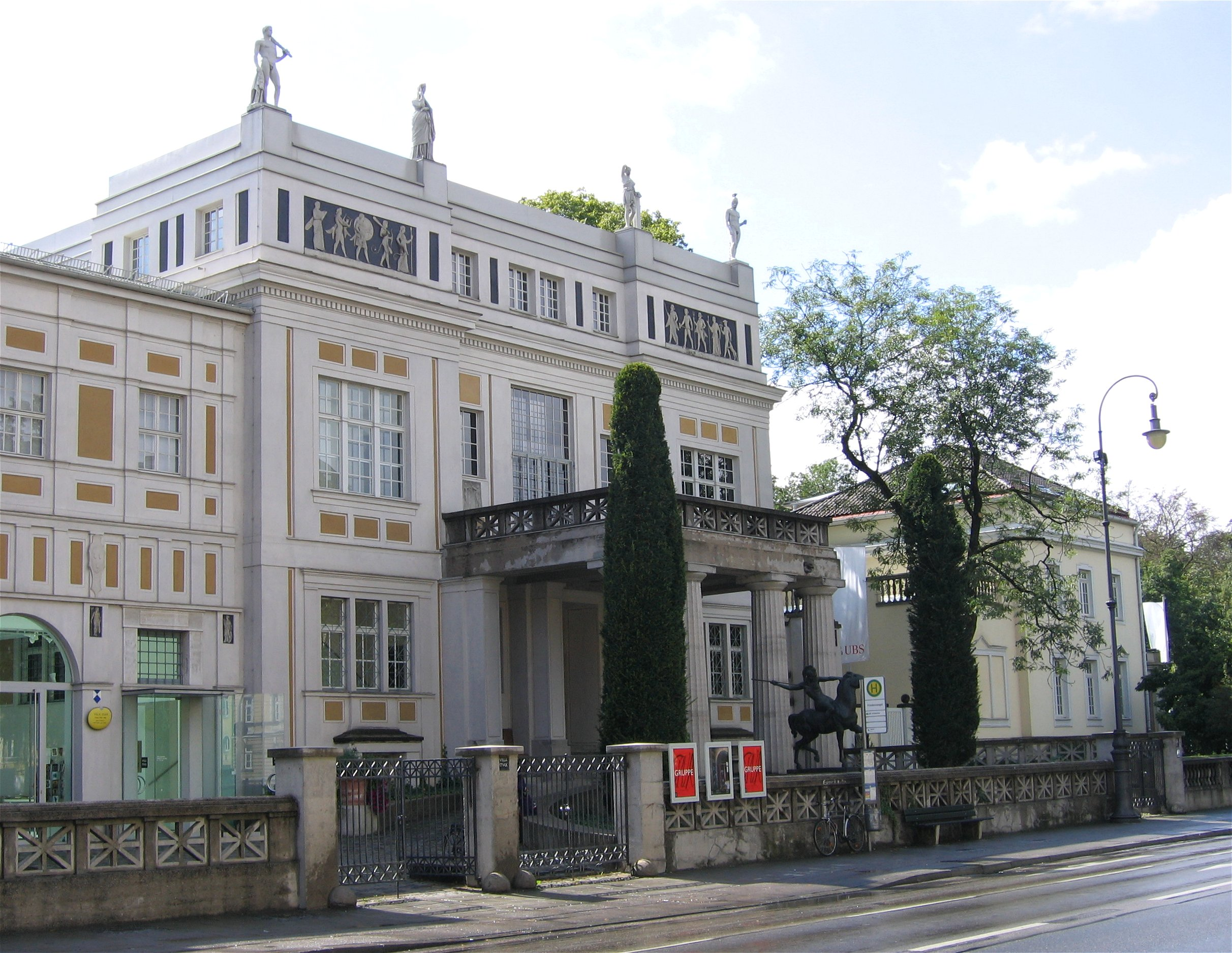
外观
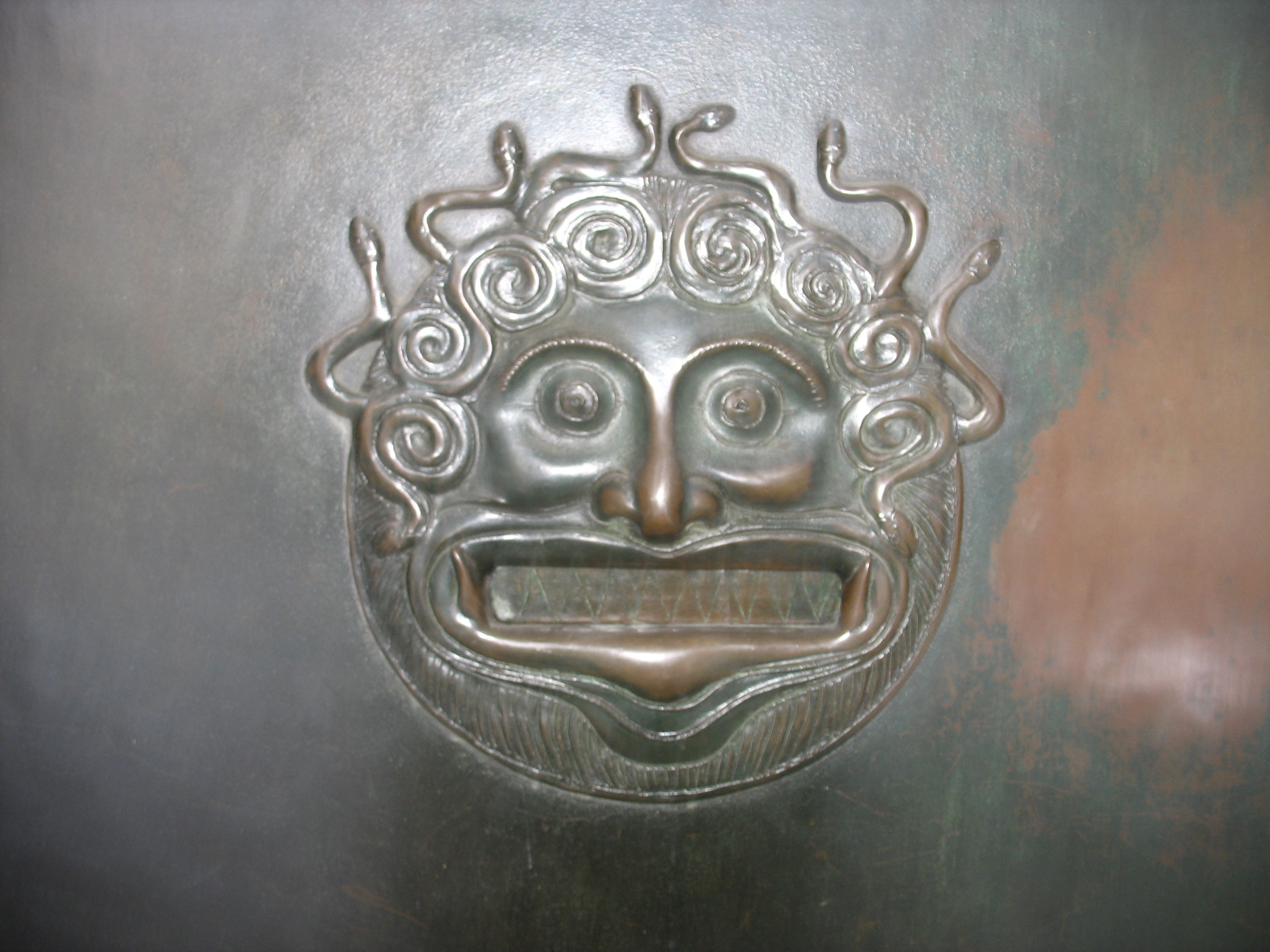
正门上的美杜莎图案
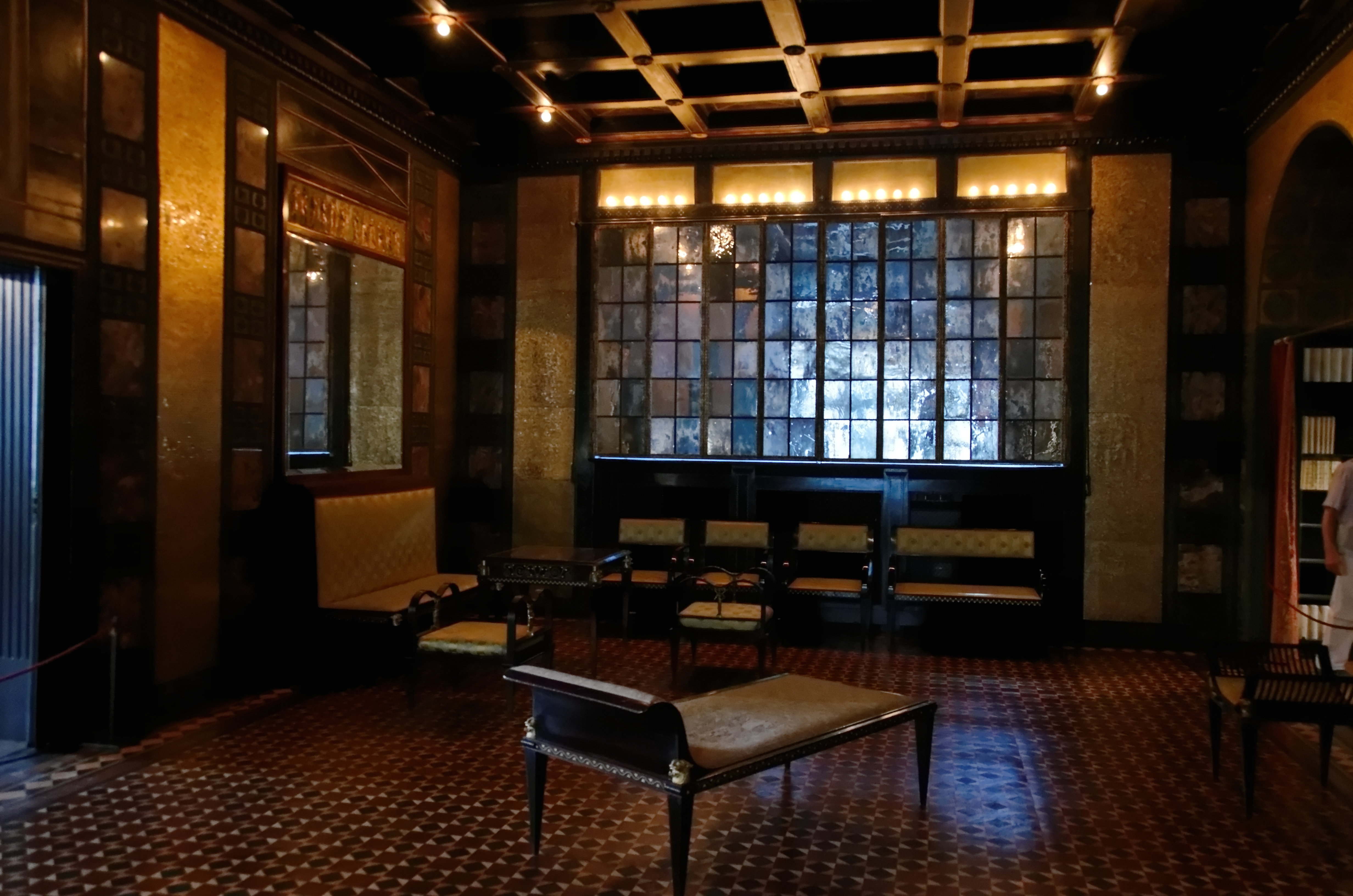
3号房间